# インレー

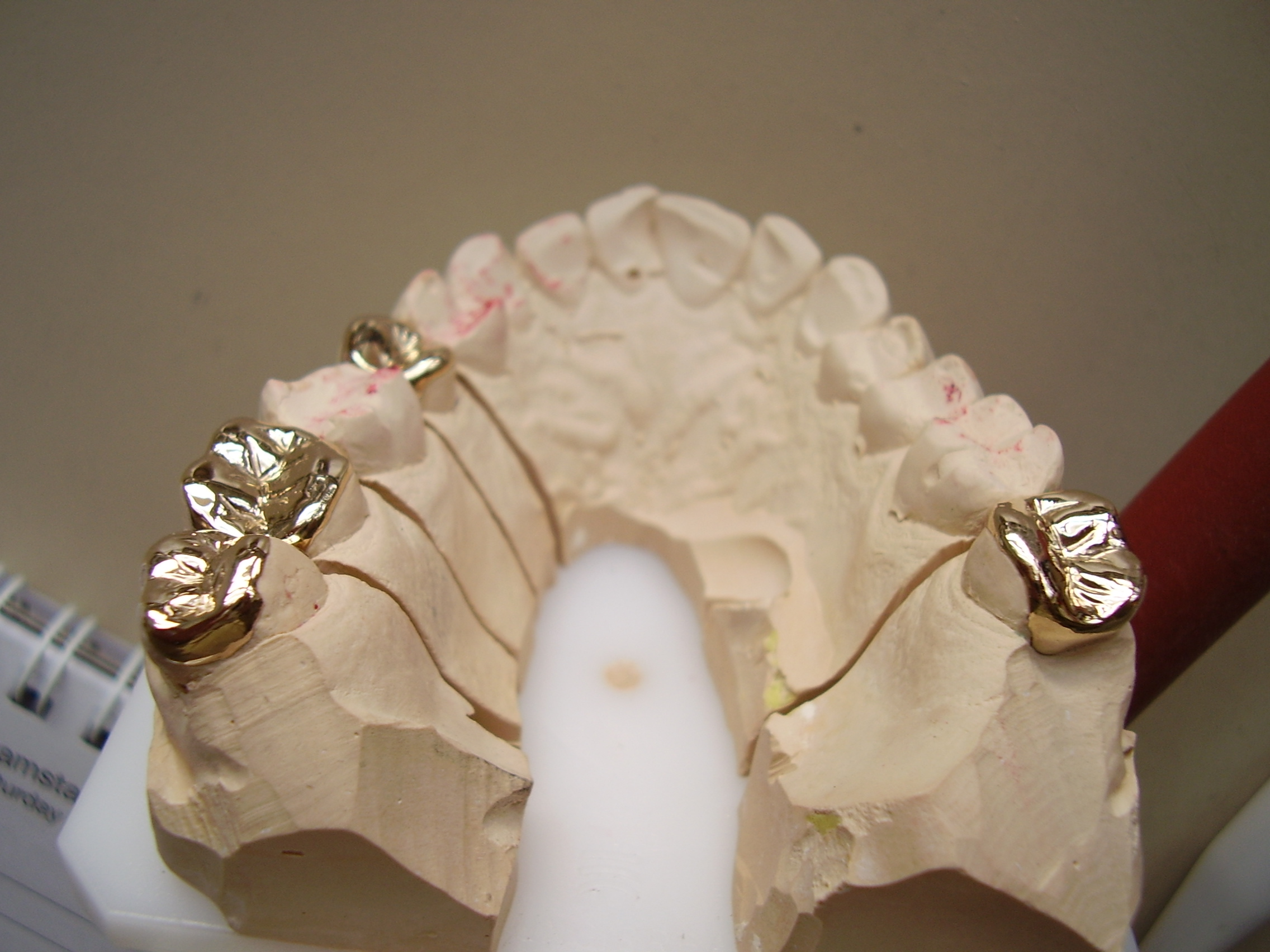
インレー

インレー (inlay) は、歯科医療で、窩洞（虫歯を削った後の穴）にはめ込む詰め物（義歯）。インレーと同様の詰め物だが咬頭頂を超え歯冠の大部分を覆うものを特にアンレー (onlay) といい、通常のインレーより強度が必要になる。なお、インレーとは元来は象嵌（ぞうがん）を意味する。虫歯が進行し、インレーで修復が困難な場合には、クラウンを被せることになる。

## 材料

### 金属

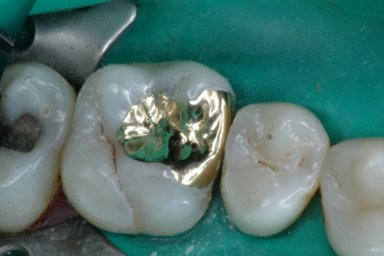
金のインレー

金属のインレーは広く使われている。強度は高く割れにくい。ただ、ものによっては長期的には変形を起こし、歯との間に隙間が生まれ、2次カリエス（虫歯の再発）の可能性がある。銀色（金合金では金色）で、審美性が悪い。銀色のものを俗に銀歯、金色のものを俗に金歯と言われることが多い。18Kや20Kで用いられる金歯は、金ならではのしなやかさがあり、隙間が生まれにくいほか、他の歯を痛めることも少ない。金歯は世界的にみてもよく使われ、セラミックなどをもってしてもいまだ金を越える材料はないとされる。
アマルガム
1980年代までは盛んに使われたが、現在では安全性のためにあまり使われない。日本の公的保険適用からも外された。

金銀パラジウム合金
アマルガムに代わって広く使われるようになった。通称「金パラ」。日本では、いわゆる「銀歯」のことである。
銀歯は従来から、歯科金属アレルギーは、パラジウムが一因であるとされてきた。また、銀歯は銀イオンを発生させて歯を黒くする特徴もある。また、「銀歯」は長期間経過すると、合着用セメントが溶け出して小さな隙間を作り、それが、虫歯の再発原因と指摘されている。また、虫歯治療で銀歯を詰める時は、その虫歯の部分が小さくても、その周囲の健康な歯まで大きく削るデメリットがある。それが、歯の全体的な寿命を縮める結果を招いている、と指摘されている。
また、口腔内には唾液などの多くの電解質液が存在し、その中に異なる種類の金属（歯科用の銀歯、インプラントなど）があると、それぞれの金属のイオン化傾向によって起電力が生じて、「ガルバニー電流」という電流が流れることもある。
現在、銀歯は日本の公的保険適用である。
ニッケルクロム合金
金属アレルギーが起きやすいため、あまり使われない。日本の公的保険適用。
金合金
生体親和性が高く安全性が高く、しなやかな材質で適合性が非常に高い。辺縁封鎖性が良く、2次虫歯のリスクが低い。そのため、歯科医師などの多くは、金合金で治療することが多い。世界的にもよく使われる。
チタン
チタンが使用される事もある。

### 白色の材料
以下の材料は、虫歯治療では、虫歯の部分だけを削り、他の健康な歯を削らなくて済むメリットがある。しかも、白色で審美性が高い。他方、割れやすいなどのデメリットも多い。
レジン
合成樹脂の一種。虫歯部分だけを削る「コンポジット・レジン修復」という治療法は、1980年代にすでに確立されていた。「レジン」は、歯の色に近い乳白色のペーストで、虫歯を削った部分に充填した後、LEDなどの光を当てて硬くする。レジンは小さな隙間にも入り込んで、ぴったりと付くので、虫歯部分が小さくても、健康な部分の歯は削らなくていい長所がある。治療後は、ほぼ自然な仕上がりなので、ほとんど天然歯と見分けがつかない。
しかし、レジンは長期間すると、磨り減りやすくしかも割れやすいので、噛み合わせなどには使えない。吸水性があるので長期的には変色する。また変形もしやすく、二次カリエスの可能性がある、という意見もある。
これに対して、長崎大学の久保至誠准教授（歯科保存学）は
「レジンの強度は天然歯と同じか、少し弱いくらいなので、噛み合わせの時にレジンの方がすり減る。それによって、天然歯が守られます。堅牢な銀歯は、逆に天然歯を傷めてしまうこともあります。また、銀歯のように大きく削らなくて済むから、2～3回の再治療があっても、抜髄することがない。それもレジンの利点です」
と主張している。
現在、レジンは日本の公的保険適用である。

セラミック
白色で変色もせず、審美性は最も優れている。ハイブリッドより硬度が高いため、磨り減りにくく変形もしにくいが、割れやすい。特に臼歯部で割れるケースが多い。金に比べて二次カリエスのリスクも高い。高価。
ハイブリッド
セラミック(フィラー)に微量のレジンを混合させて使う。長所と短所はセラミックに準ずるが、セラミックよりは割れにくく、わずかに変色する。セラミックよりは安価。

## 形状
う蝕(う窩)の状態により、インレーもいくつかの種類にわかれる。
Ⅰ級インレー（Oインレー、OBインレー）
咬み合う面だけに詰めたもの。
Ⅱ級インレー
咬み合う面だけに詰めたもの。近心面と咬合面を詰めためたものをMOインレー、遠心面と咬合面を詰めたものをODインレー、近心面から遠心面まで詰めたものをMODインレーという。